# Јосип Штадлер
Јосип Штадлер (Брод на Сави, 24. јануар 1843 — Сарајево, 8. децембар 1918) је био Врхбосански надбискуп и апостолски управитељ Бањалучке бискупије, оснивач Дружбе сестара Служавки Малога Исуса, кандидат за католичког свеца, писац неких од првих философских приручника у неосколастичком духу.

## Живот
Рођен је у Броду на Сави 24. јануара 1843. у скромој занатлијској породици (њемачког поријекла) Ђуре и Марије, рођене Балошић. У једанаестој години је остао без оца и мајке, па о њему брине породица Оршић. Школовање је започео у родном граду, наставио га је у надбискупском сиротишту у Пожеги и Загребу, гдје је ишао у гимназију. У Риму на Папинском Универзитету Грегоријани, постао је доктор философије (6. септембра 1865.) и богословља (29. јула 1869.). За свећеника је рукоположен у Риму 1868. Вратио се у Загреб. Био је гимназијски професор у Класичној гимназији у богословији од 1869. до 1870. године, а касније 1870. – 1881. универзитетски професор на Надбискупскоме лицеју који је 1874. прерастао у Католички богословни факултет у Загребу.
Папа Лав XIII га 1881. поставља за врхбосанског надбискупа у Сарајеву. Дјеловао је на вјерском, просвјетном, културном и националном пољу (хрватизација католика). Користећи аустро-угарску окупацију Босне и Херцеговине, максимално се ангажовао на искорјењивању православља. Није имао моралне дилеме да и српским православним јерарсима (Герасиму Петрановићу, Сави Косановићу) дрско предлаже да се они са својим народом поунијате. Дао је саградити катедралу Срца Исусовог у Сарајеву, богословију са црквом Св. Ћирила и Методија, каптол и надбискупски двор. У Травнику је подигао гимназију и богословију. Дао је саградити многе цркаве и женске самостане. Утемељио је Дружбу сестара служавки Малог Исуса, са сврхом да се брину за сиромашну и напуштену дјецу, за старије особе и сиромашне. Послао је молбу у Беч, редовници Франзиски Лехнер да пошаље часне сестре из Дружбе кћери Божје љубави у Сарајево. Добиле су посјед Витанија у предграђу Сарајева, помагале су сиромашнима и предавале у школи.
Основао је сиротишта Витлејем и Египат за дјецу и старачки дом. Посебно је поштовао Срце Исусово, којем је посветио надбискупију. Био је и велики поштовалац Богородице и Светог Јосифа.
Умро је у Сарајеву у 75. години живота на католички празник Безгрјешно зачеће, 8. децембра 1918. Његов насљедник је постао Иван Шарић. Сахрањен је у сарајевској катедрали. На његовом гробу је био папа Јован Пававле II, 12. априла 1997. приликом посјете Босни и Херцеговини. Покренут је поступак да се прогласи блаженим и светим, у Сарајеву 20. јуна 2002.

## Признања
Почасни грађанин Славонскога Брода (2023.)

## Критика
Павле Ровински је записао да је надбиксуп барски и примас српски Шимун Милиновић присуствовао састанку са босанским бискупом Штадлером на Локруму. То му се у Црној Гори замјерило, јер се Јосип Штадлер свим силама трудио да у Босни и Херцеговини уништи православље, а у Котору је био толико дрзак да је отворено наговарао владику Герасима Петрановића, да мора свој народ приводити црквеној унији са Римом.
Идентична искуства са Штадлером су имали и митрополит Сава Косановић, као и неки муслимани, које је у Сарајеву наговарао на покатоличавање. Постојала је афера Косановића са Штадлером и мостарским бискупом Буцоњићем. Бискупи су митрополиту послали унијату и савјетника земаљске владе грофа Мирошевског, да му понуде у име владе и Штадлера, да пређе са народом своје митрополије у унију, обећавајући му све могуће повластице. Митрополит је у окружници из 1883. упозорио своје вјернике да се чувају римокатоличке пропаганде, што је изазвало бијес бискупа и окупационе власти. Бенјамин Калај је вербално напао митрополита оптужујући га да та окружница вријеђа католике, цара и да је то агитација Москве и Цетиња. Пријетио му је да ће му он показати силу Аустрије. Циљ овог напада је по митрополиту био, да га застраши и да не одговара на писмо Штадлера и Буцоњића, које се тих дана доштампавало у Загребу у неколико тисућа екземплара, који су се затим растурали католицима и православцима по Босни и Херцеговини.
При Штадлеровом доласку у Травник, у знак поштовања, звонила су и звона на православној цркви, исто како су и на католичкој звонила раније, у знак почасти митрополиту Сави, при његовој канонској визитацији у Травнику. Православна српска опћина га је поздравила добродошлицом, ријечима Адама Адамовића, сина попа Гавре Адамовића. Умјесто захвалности, Штадлер је рекао да је прелијепо што су дошли поздравити надбискупа једноспасавајуће цркве Исукристове. Говорећи о тадашњем папи Лаву XIII, рекао је да он очекује повратак у крило апостолске цркве свих шизматика, јеретика и невјерника. Рекао је да је отпочело вријеме јединства и да ће се испунити Исусове ријечи о једном стаду и једном пастиру. То је дубоко увриједило православне Србе и Адам Адамовић је надбискупу рекао да су ту по заповјести митрополита, да га поздраве као човјека и црквеног поглавара суграђана кршћана (католика), а не да слушају од њега која је црква Божија, а која вражија. Констатовао је да су Турци трпили олтаре поред џамија, а да он не трпи крста поред крижа. Изнео му је критику да сматра да је он на кривоме путу и да је глава Цркве само Исус Христос. Ово рекавши, сви православни су напустили тај скуп, без поздрава. Митрополит је похвалио општину и Адама због коректног држања и достојног одговора Штадлеру.
Видећи да се Мехмед-бег Капетановић Љубушак прилагођава новој окупационој власти, приближио му се и често су се посјећивали. Наговарао га је да пређе у католичку вјеру, да би сачувао посједе, јер су из истих разлога некада његови преци прешли и на ислам. Штадлеров циљ је био да Капетановић отпочне то дјело, а други муслимани би га сљедили. Бег му је одговорио да би се они, мухамеданци, босанци и херцеговци, прије са свим имањем растали и иселили, него одступили од ислама. На надбиксупову увреду да је Куран глупа измишљотина, бег је говорио да је њима та књига света као и хришћанима Јеванђеље. Замолио је Штадлера да му о томе више никада тако не говори и након хладног растанка, више нису били блиски пријатељи. За такву дрскост, Штадлер је добио укор и власти, да суптилнији буде у својој католичкој ревности и да посебно буде опрезан према муслиманима, јер то изискује државна политика и обзир према Султану. Након тога, прозелитизам је усмјерен више према православнима, па су многи православни свештеници и учитељи прогањани, црквене опћине су се распуштале, цркве и школе затварале, мртви су се сахрањивали без опијела, дјеца су умирала некрштена.
У Сарајеву је Штадлер покушао, поред осталих (Пашалића тесала, Омер бега Сулејмана Пашића, Хаџи Асагау Дагалију, Сврзу...), наговорити и Абдулаха Ефендију, да се покатоличи. Ефендија је прије окупације био надзорник турских школа у Сарајеву и надзорник реда у џамијама. Био је веома поштован међу муслиманима и православцима. О тим покушајима је Ефендија причао митрополиту Сави, назвавши надбиксупа безобразном обријаном бабетином. Штадлерови агенти су врбовали и сиромашне православне породице, за прелазак на католицизам, а заузврат би добијали материјалну помоћ. У селу Колунићу близу Босанског Петровца је био сиромашни сељак, удовац, са више мале дјеце. Надничио је по Петровцу и Бихаћу да прехрани породицу. Неки агент бискупа Штадлера га је посавјетовао да тражи помоћ окружног предстојника у Бихаћу. Двије његове дјевојчице су му, након наговора, послали у манастир милосрдних сестара, које су их упутиле преко Мостара, Далмације и Ријеке у неки завод, ван Босне. Прво у Загреб, па опет у Босну. Трудом православних свештеника и српске штампе, дјевојчице су пронађене и враћене оцу.

## Дјела

### Дјела из философије
- Логика. Из латинскога језика превео, а страном и прерадио један савјетник надбискупије загребачке, Загреб 1871.
- Пословице: пучка мудрост, Даница за годину 1873., Загреб 1872. стр. 80-99.
- лат.
- лат.
- Философија у 6 свезака (у Сарајеву) 
  - I. Логика, дио први: Дијалектика, 1904.
  - II. Логика, дио други: Критика или ноетика, 1905.
  - III. Опћа метафисика или онтологија, 1907.
  - IV. Космологија, 1909.
  - V. Психологија, 1910.
  - VI. Наравно богословље, 1915.

### Остала дјела
- 85 пасторалних посланица објављених у службеним гласилима Врхбосанске надбискупије Срце Исусово (1882. – 1886.) и Врхбосна (1887. – 1918.) - обједињено поново штампане у: Јосип Стадлер, Под заставом Срца Исусова (пасторалне посланице свећеницима и пуку), Сарајево 2001.
- молитвеници, ритуали, пријеводи итд.